# لیگ حرفه‌ای فوتبال نیجریه
لیگ حرفه‌ای فوتبال نیجریه یا لیگ حرفه‌ای نیجریه (به انگلیسی: Nigerian professional Football League) بالاترین سطح لیگ باشگاهی فوتبال نیجریه است.